# John Flansburgh
John Conant Flansburgh (Lincoln, 6 maggio 1960) è un cantante e musicista statunitense.

## Carriera
Membro con John Linnell del gruppo rock They Might Be Giants, fondato nel 1982, è comunemente conosciuto con i nick-name Flans o Flansy.
Negli anni '90 ha fatto parte di un gruppo chiamato Mono Puff, che ha registrato due album.
Attivo come regista di videoclip, in questo ruolo ha lavorato per Soul Coughing, Ben Folds Five, Harvey Danger, Jonathan Coulton e altri.
Dal 1996 è sposato con la cantante Robin Goldwasser.